# Donkey Kong Jr. (computerspel)

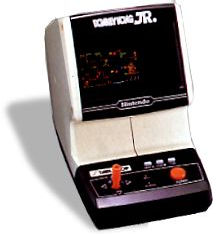
Tabletop-versie uit 1983

Donkey Kong Jr. is een door Nintendo ontwikkeld arcadespel dat in 1982 in de arcadehal verscheen als vervolg op het zeer succesvolle spel Donkey Kong.
In Europa werd het spel uitgebracht in de arcadehal onder de naam Crazy Kong, buiten Europa als Donkey Kong Junior. Het spel is daarna uitgebracht op meerdere spelcomputerplatformen onder de naam Donkey Kong Jr..
In het spel moet Junior zijn vader zien te bevrijden die door Mario gevangen is genomen. Dit is het enige computerspel waarin Mario als schurk aantreedt.

## Speelwijze
De speler bestuurt Donkey Kong Junior en moet proberen zijn vader Donkey Kong te bevrijden uit de handen van Mario. Op meerdere plaatsen hangen verschillende soorten fruit die kunnen worden gebruikt om vijanden uit te schakelen door het fruit op hen te laten neerkomen.
Het spel bestaat uit 4 levels: wijnranken, springplanken, kettingen en Mario's schuilplaats (een geëlektriseerde vesting die gekenmerkt wordt door vonken.
Na voltooiing van deze vier levels herhaalt de zoektocht zich maar met verhoogde moeilijkheidsgraad. Het spel kan door twee spelers worden gespeeld, die elkaar om beurten afwisselen.

## Nalatenschap
Dit is het tweede spel van drie arcadespellen met Donkey Kong in de titelrol. Het originele spel was zeer succesvol en hoewel Junior ook goed ontvangen werd, evenaarde het nooit het succes van zijn voorganger.
Donkey Kong 3 werd verafschuwd door veel liefhebbers omdat er veel wijzigingen waren doorgevoerd aan de Donkey Kong-formule.
Volgens de moderne verhaallijn groeide Donkey Kong Junior op. Eenmaal volwassen werd hij de nieuwe Donkey Kong, terwijl de oude Donkey Kong tegenwoordig Cranky Kong wordt genoemd. Deze verandering werd voor het eerst genoemd in Donkey Kong Country, dat in 1994 werd uitgebracht voor het Super Nintendo Entertainment System.

## Conversies
Net als vele andere succesvolle spellen uit de speelhal is ook dit spel geconverteerd naar vele 8 bit-(spel)computerformaten waaronder de NES, Atari 2600, Atari 7800, ColecoVision en Intellivision. Ook is het spel verschenan als lcd-spel in Nintendo's Game & Watch-reeks.

In 2002 verscheen een versie voor de Game Boy Advance.
De NES-conversie is verschenen als Virtual Console-speltitel op de Nintendo Wii- en de Nintendo Wii U-spelcomputers.